# 瓦西里·马克西莫维奇·马克西莫夫
瓦西里·马克西莫维奇·马克西莫夫（romanized: Vasiliy Maksimovich Maksimov；1884年1月29日—1911年12月1日）是一位俄罗斯画家，巡回展览画派的杰出成员。
马克西莫夫出生于圣彼得堡省洛皮诺村的一个农民家庭，靠近新拉多加。他很小就成为一名孤儿，在一家圣像画店工作，在那里他第一次学会了绘画。1863 年，他进入帝国艺术学院，并于1864年成为了一个艺术家工作组的成员，该工作组由P·N·克列斯托诺夫采用伊万·克拉姆斯科伊的榜样创建的。该工作组只存在了一年，然后就解散了。马克西莫夫当时画了《病童》（1864年），并因此获得了学术界金质奖章。

## 选集

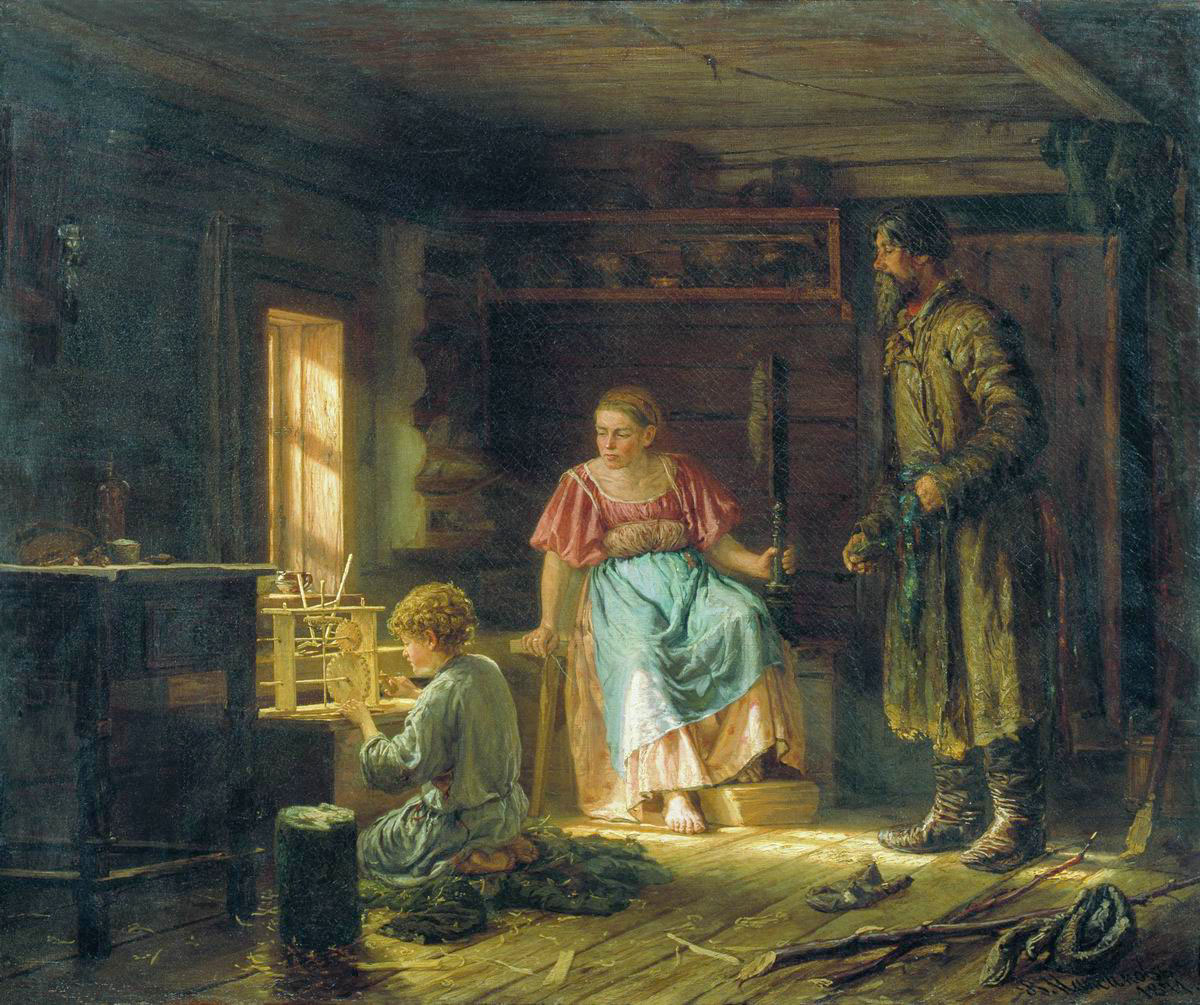
《男孩工程师》（1871年）
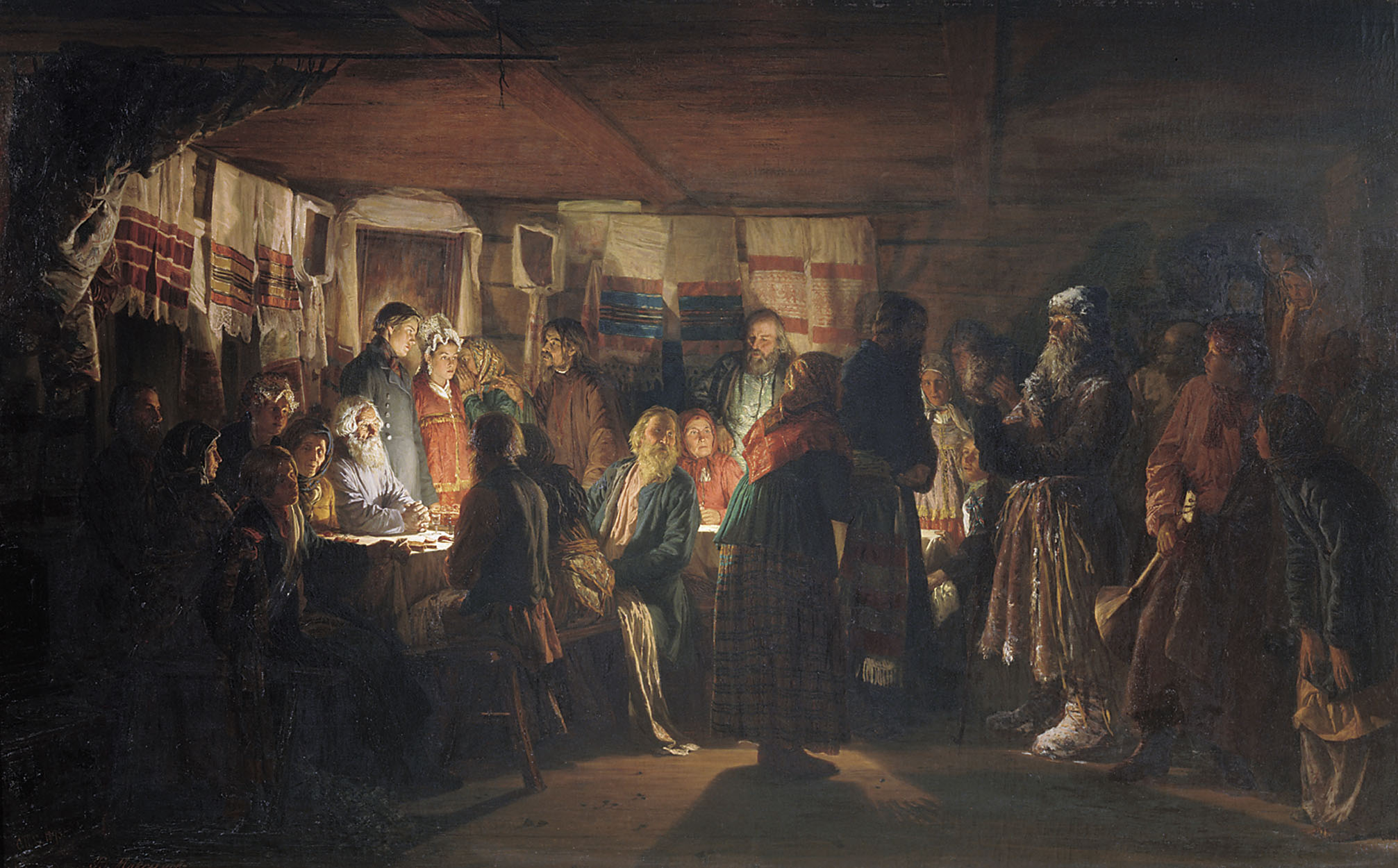
《巫师参加农民婚礼》（1875年）
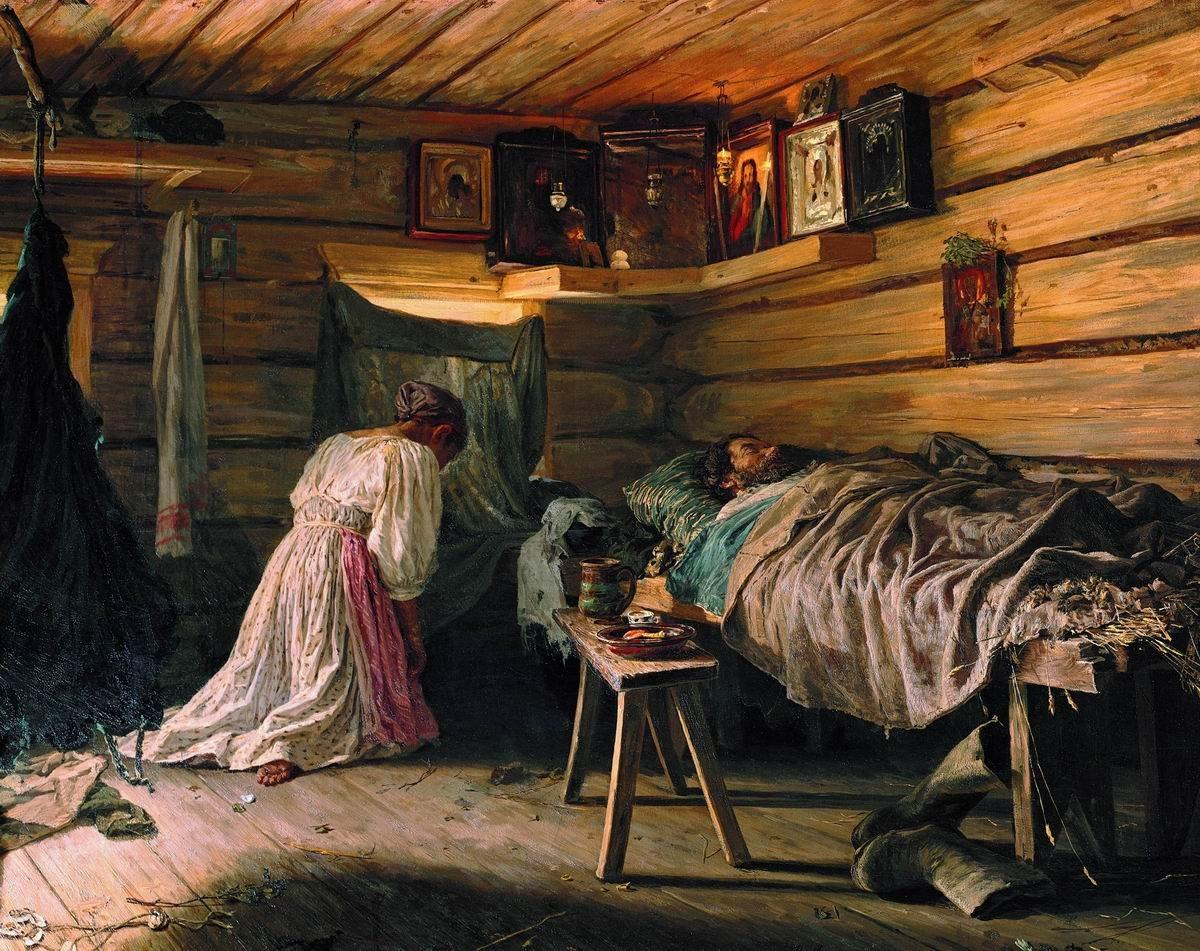
《生病的丈夫》（1881年）
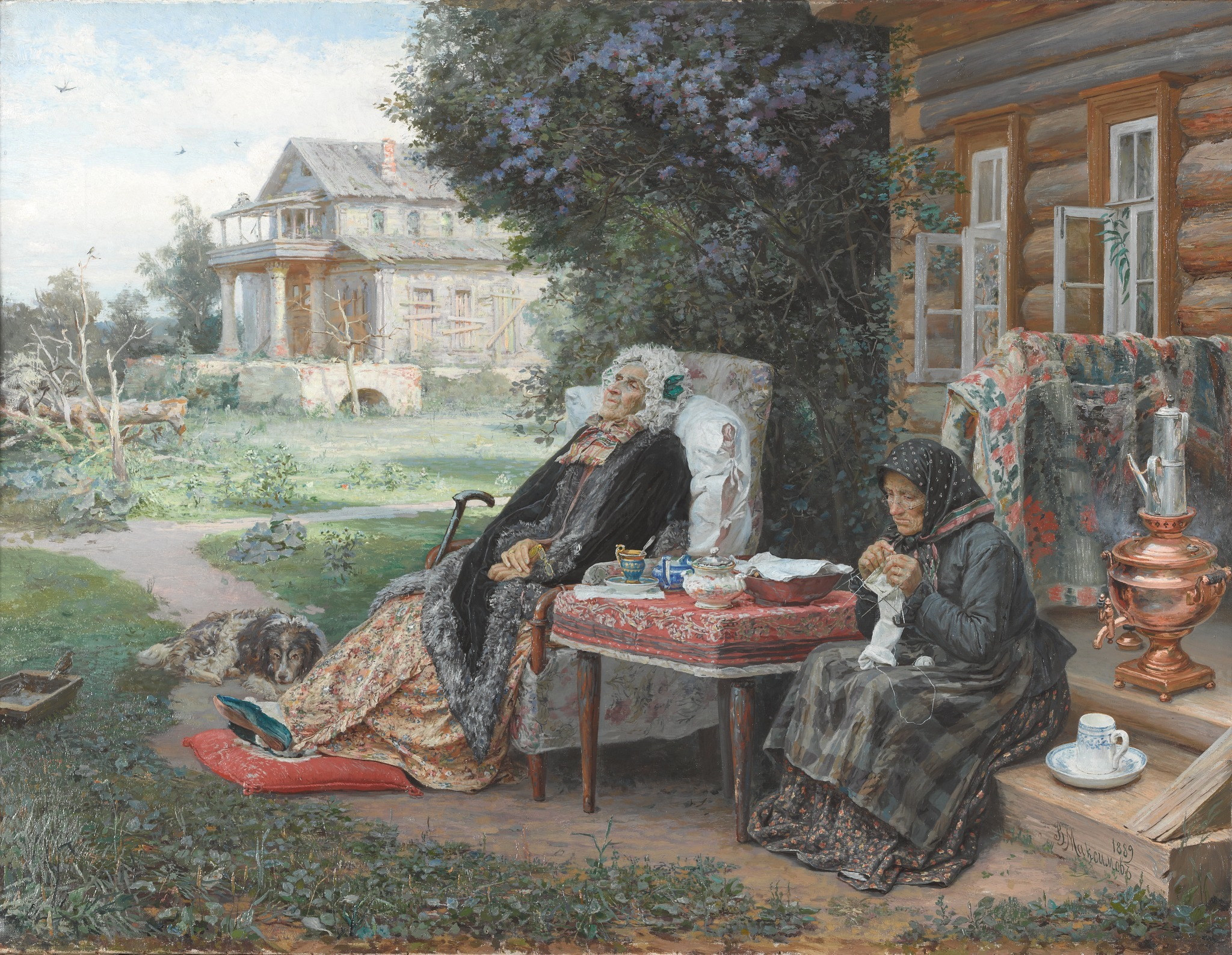
《一切都已成为过去》（1889年）